# Amt Borna
Das Amt Borna war eine im Leipziger Kreis gelegene territoriale Verwaltungseinheit des Kurfürstentums Sachsen. Bis zum Ende der sächsischen Ämterverfassung im Jahr 1856 bildete es den räumlichen Bezugspunkt für die Einforderung landesherrlicher Abgaben und Frondienste, für Polizei, Rechtsprechung und Heeresfolge.

## Geographische Lage
Das Amt Borna lag im Südwesten des Leipziger Kreises südlich der Stadt Leipzig an der Grenze zum Altenburger Land. Das Kerngebiet wurde von der Pleiße, der Wyhra und der Eula durchflossen. Das Gebiet gehört zur Leipziger Tieflandsbucht. Zahlreiche Orte im Norden des Amts wurden durch Braunkohletagebaue, die zum Nordwestsächsischen Revier zählen, abgebrochen. In der Folge entstand das Leipziger Neuseenland, das einen Großteil des nördlichen Amtsgebiets einnimmt. Der durch den Tagebau Ruppersdorf (Meuselwitz-Altenburger Braunkohlerevier) devastierte Ort Ruppersdorf lag im Südwestzipfel des Amts, der in das Altenburger Land hinein ragte. Den Südteil des Kerngebiets nimmt das Kohrener Land ein. Das Amt hatte mehrere weit entfernte Exklaven südöstlich von Zeitz (Kaynaische Dörfer, Suxdorf, Hohenkirchen), südöstlich von Gera (Ziegenhierdsches Ländchen) und an der Zwickauer Mulde südwestlich von Penig.
Der Großteil des ehemaligen Amts Borna liegt heute im Freistaat Sachsen und gehört dem Landkreis Leipzig an. Langenleuba-Oberhain gehört zum Landkreis Mittelsachsen und die Exklave an der Zwickauer Mulde bei Wolkenburg-Kaufungen zum Landkreis Zwickau. In Thüringen liegen die Orte Bocka (sächs. Anteil), Bosengröba, die Flur von Ruppersdorf, die Exklave der "Kaynaischen Dörfer" mit Naundorf, Tanna, Wernsdorf, Braunshain (Landkreis Altenburger Land) und die Exklaven des Ziegenhierdschen Ländchens (Stadt Gera und Landkreis Greiz). Im äußersten Süden von Sachsen-Anhalt liegen die Exklaven Suxdorf, Penkwitz und Hohenkirchen, die zum Burgenlandkreis gehören.

## Angrenzende Verwaltungseinheiten
Die Angabe angrenzender Herrschaften erfolgt unter Vernachlässigung der Exklaven der Ämter. 
|                      | Kreisamt Leipzig                                                                       | Erbamt Grimma                                         |
| Amt Pegau            | Kompassrose, die auf Nachbargemeinden zeigt                                            | Amt Colditz und Amt Rochlitz                          |
| Amt Zeitz (Exklaven) | Herzogtum Sachsen-Altenburg bzw. Sachsen-Gotha-Altenburg (Amt bzw. Kreisamt Altenburg) | Schönburgische Landesherrschaften Rochsburg und Penig |

## Geschichte
Das Amt Borna lag zum größten Teil im Pleißenland und war seit 1210 in markgräflichem Besitz. Im südlichen Teil um Frohburg hatten im 12. und 13. Jahrhundert die Burggrafen von Altenburg Besitz.
Nach der Leipziger Teilung 1485 gehörte das Amt Borna zur ernestinischen Linie der Wettiner. Seit der Niederlage der Ernestiner im Schmalkaldischen Krieg im Jahr 1547 war es in Besitz der Albertiner. Bis in diese Zeit gehörte ein Teil des Kohrener Lands, d. h. die Orte Frohburg, Benndorf, Eschefeld, Greifenhain, Kohren, Sahlis, Gnandstein, Altmörbitz und Bocka (sächs. Anteil) zur Pflege Altenburg, erst dann wurden sie ins Amt Borna einbezirkt.
Von 1698 bis 1722 war es an das benachbarte Herzogtum Sachsen-Gotha-Altenburg verpfändet. Die Justizverwaltung war eng mit dem Amt Pegau verbunden.
Im Jahr 1815 kamen durch die Beschlüsse des Wiener Kongresses die Orte Regis, Breitingen und Blumroda des ehemals zum Hochstift Zeitz gehörigen Amts Breitingen zum Amt Borna. Andererseits wurden die zwischen dem Zeitzer Stiftsgebiet (späteres kursächsisches Amt Zeitz) und dem Herzogtum Sachsen-Altenburg (Kreisamt Altenburg) liegenden Exklaven der Kaynaischen Dörfer, Suxdorf und Hohenkirchen an Preußen abgetreten und dem Landkreis Zeitz in der Provinz Sachsen angegliedert. Den Exklavenorten des Ziegenhierdschen Ländchens im Gebiet der Reußischen Fürstentümern blieb eine Abtretung an Prußen durch Intervention ihres adligen Besitzers erspart. Allerdings wurden sie 1832 dem königlich-sächsischen Amt Zwickau angegliedert. Weiterhin wurde im Jahr 1815 die bisher zum Erbamt Grimma gehörige Exklave Flößberg/Beucha/Trebishain dem Amt Borna angegliedert. Das Amt Borna bestand bis zur Verstaatlichung der Stadt- und Patrimonialgerichtsbarkeit im Jahr 1856. Die Aufgaben des aufgelösten Amts übernahmen die Königlichen Landgerichte Borna und Frohburg. Die Exklave um Wolkenburg und Kaufungen kam an das Amtsgericht Penig.

### Exklave der Herrschaft Wolkenburg
Die beiden Hauptorte der Herrschaft Wolkenburg, Kaufungen und Wolkenburg wurden zum ersten Mal in den Jahren 1226 bzw. 1241 urkundlich erwähnt. Während in Wolkenburg bereits zu dieser Zeit eine Burganlage bestand, existierte in Kaufungen ein Rittergut. Im 15. Jahrhundert gehörten das Rittergut Kaufungen und das Schloss Wolkenburg zum Besitz des Kunz von Kauffungen, der durch den Altenburger Prinzenraub im Jahr 1455 schicksalhafte Berühmtheit erlangte. Nach seiner Gefangennahme und Enthauptung wurden seine Besitzungen eingezogen. Seitdem gehörte die Herrschaft Wolkenburg den Markgrafen von Meißen aus dem Haus Wettin. Inmitten der Schönburgischen Herrschaften gelegen, unterstanden die Orte der Herrschaft Wolkenburg bis ins 19. Jahrhundert als Exklave dem kursächsischen Amt Borna. Zur Herrschaft Wolkenburg gehörten die Orte Wolkenburg (mit dem Schloss und der Wüstung Biensdorf), Kaufungen (mit dem Rittergut, Mühlwiese und Sorge), Dürrengerbisdorf (anteilig), Herrnsdorf, Uhlsdorf, Schlagwitz, ein Anteil von Franken und die Exklave Jahnshorn. 
Der Besitz der benachbarten Schlösser Wolkenburg und Kaufungen unterstand seit 1766 einer gemeinsamen Gerichtsverwaltung. Die Grundherrschaft wurde in dieser Zeit durch die Herren von Einsiedel ausgeübt. Graf Friedrich Karl von Einsiedel, der Sohn des Diplomaten Karl von Einsiedel, trat im Jahr 1851 die Gerichtsbarkeit des Ritterguts Wolkenburg mit Kaufungen an den Staat ab. Dadurch kamen die Orte der Herrschaft Wolkenburg im Jahr 1851 an das königlich-sächsische Gericht Limbach und im Jahr 1856 zum Gerichtsamt Penig, das im Jahr 1875 in der Amtshauptmannschaft Rochlitz aufging.

### Exklaven Kaynaische Dörfer, Suxdorf, Hohenkirchen
Der Ursprung der fünf Kaynaischen Dörfer Tanna, Wernsdorf, Naundorf, Penkwitz und Kleinbraunshain lag in der Zugehörigkeit zum Rittergut Kayna, wodurch sich auch der Name „Kaynaische Dörfer“ einbürgerte. Später gehörten die fünf Orte zum Rittergut Kleinbraunshain westlich von Altenburg. Zu dessen Besitz zählten neben Kleinbraunshain als zusammenhängendes Territorium die Dörfer Tanna, Wernsdorf und Naundorf, sowie das bei Meuselwitz liegende Penkwitz. Dieses Gebiet lag zwischen dem Zeitzer Stiftsgebiet und dem zum Herzogtum Sachsen-Altenburg gehörigen Amt Altenburg und unterlag der Verwaltung durch das kursächsische Amt Borna.
Durch die Verträge des Wiener Kongresses wurden die Kaynaischen Dörfer wie auch die benachbarten Exklaven Suxdorf und Hohenkirchen und das Amt Zeitz im Jahr 1815 an die neu gebildete preußische Provinz Sachsen abgetreten. Sie wurden 1816 dem Kreis Zeitz im Regierungsbezirk Merseburg der Provinz Sachsen zugeteilt, wodurch der Exklavenstatus endete.

### Exklave Ziegenhierdsches Ländchen
Durch den Naumburger Vertrag wurden im Jahre 1554 die Adeligen von Ende mit dem Rittergut 
Liebschwitz (südöstlich von Gera, auch „Ziegenhierdsches Ländchen“ genannt) und den dazugehörigen Dörfern Liebschwitz, Grobsdorf, Lietzsch, Loitzsch, Niebra, Pösneck und Taubenpreskeln, sowie den sächsischen Anteilen der Dörfer Hilbersdorf, Lengefeld und Rückersdorf belehnt. Die Orte wurden somit durch eine Verbriefung des Bistums Naumburg 
kursächsische Enklaven, welche bis 1832 unter der Verwaltung des Amts Borna standen, danach unter Verwaltung des Amts Zwickau. Sie blieben bis 1928 als Exklaven bei Sachsen und kamen erst durch einen Gebietsaustausch an Thüringen.

## Bestandteile
1827 umfasste das Amtsgebiet fünf Städte, einen Marktflecken und 171 Dörfer mit 36.625 Einwohnern.

### Ursprüngliches Amtsgebiet
Städte
- Borna
- Frohburg
- Kohren
- Lobstädt

Dörfer
| - Altmörbitz - Alt-Ottenhain - Altstadt Borna mit Abtei - Benndorf - Bergisdorf - Berndorf - Bockwitz (Rittergut) - Bosengröba - Braußwig - Breunsdorf - Bubendorf - Deutzen - Dittmannsdorf - Dolsenhain - Droßdorf - Eckersberg - Elbisbach - Eschefeld - Eula - Gestewitz | - Gnandorf - Gnandstein - Görnitz - Greifenhain - Großhermsdorf - Großzössen - Hain mit Gutengröba - Hainichen mit Vorwerk Apelt - Hartmannsdorf - Haubitz - Haulwitz (Vorwerk) - Hemmendorf - Heuersdorf - Hohendorf - Hopfgarten - Jahnshain - Kahnsdorf - Kesselshain - Kieritzsch - Kitzscher | - Kleineschefeld - Kleinhermsdorf - Kleinzössen - Kömmlitz - Kreudnitz - Langenleuba-Oberhain - Linda - Meusdorf - Mölbis mit Vorwerk Crossen - Nenkersdorf - Neuhof - Neukirchen - Niedergräfenhain - Pflug - Plateka - Prießnitz - Pürsten - Ramsdorf - Raupenhain - Roda | - Röthigen (bei Borna) - Rüdigsdorf - Ruppersdorf - Sahlis - Schleenhain - Schönau - Steinbach mit Vorwerk Lindhardt - Streitwald - Syhra - Terpitz - Theusdorf - Thierbach - Trachenau - Trages - Treppendorf - Walditz - Wenigenborna - Wenigossa (nach 1548) - Witznitz - Wolftitz | - Wüstenhain - Wyhra - Zedtlitz - Zöpen |

Dörfer (anteilig)
- Bocka (sächs. Anteil, anderer Teil zu Sachsen-Altenburg)
- Bruchheim (Exklave; anderer Teil zum Amt Rochlitz)
- Hermsdorf (Bornaer Anteil, anderer Teil zum Amt Rochlitz)
- Niederfrankenhain (Bornaer Anteil, anderer Teil zum Amt Rochlitz)
- Niederpickenhain (Bornaer Anteil, anderer Teil zum Amt Rochlitz)
- Oberfrankenhain (Bornaer Anteil, anderer Teil zum Amt Rochlitz)
- Oberpickenhain (Bornaer Anteil, anderer Teil zum Amt Rochlitz)
- Rathendorf (Bornaer Anteil, anderer Teil zum Amt Rochlitz)
- Seifersdorf (Bornaer Anteil, anderer Teil zum Amt Rochlitz)
- Trebishain (Bornaer Anteil, anderer Teil zum Erbamt Grimma)

Dörfer (Exklaven)
- Exklave Suxdorf (im Amt Zeitz, heute im Burgenlandkreis, Sachsen-Anhalt)

- Exklave „Kaynaische Dörfer und Hohenkirchen“ (zwischen Amt Zeitz und Herzogtum Sachsen-Altenburg) mit 
  - Hohenkirchen (heute im Burgenlandkreis, Sachsen-Anhalt)
  - Penkwitz (heute im Burgenlandkreis, Sachsen-Anhalt)
  - Kleinbraunshain (heute im Landkreis Altenburger Land, Thüringen)
  - Naundorf (heute im Landkreis Altenburger Land, Thüringen)
  - Tanna (heute im Landkreis Altenburger Land, Thüringen)
  - Wernsdorf (heute im Landkreis Altenburger Land, Thüringen)

- Exklave der Herrschaft Wolkenburg (an der Zwickauer Mulde, heute im sächsischen Landkreis Zwickau) mit
  - Dürrengerbisdorf (Wolkenburger Anteil)
  - Franken (Wolkenburger Anteil)
  - Herrnsdorf
  - Jahnshorn
  - Kaufungen mit Mühlwiese und Sorge
  - Schlagwitz
  - Uhlsdorf
  - Wolkenburg mit Biensdorf

- Exklave Ziegenhierdsches Ländchen (südöstlich von Gera, Thüringen) mit
  - Liebschwitz mit dem Rittergut Liebschiwtz (heute Stadtteil von Gera)
  - Lietzsch (heute Stadtteil von Gera)
  - Taubenpreskeln (heute Stadtteil von Gera)
  - Lengefeld (heute Stadtteil von Gera)
  - Niebra (heute Stadtteil von Gera)
  - Pösneck (heute Ortsteil von Wünschendorf/Elster)
  - Loitzsch (bestehender Gemeinderest ist heute Ortsteil der Gemeinde Kauern)
  - Hilbersdorf (anteilig)
  - Rückersdorf (anteilig)
  - Grobsdorf (anteilig) (heute Stadtteil von Ronneburg)

Wüstungen
u. a.
- Abtsdorf (bei Lobstädt)
- Crossen (südlich von Espenhain und Mölbis)
- Eppenhain/Abtmühle (in Flur Wolftitz)
- Kaisershain (bei Elbisbach)
- Röthigen (in Flur Frohburg, später Einzelgut)
- Rosendorf (zwischen Thierbach und Gestewitz)
- Trojan (zwischen Blumroda, Thräna und Wyhra)
- Zöllsdorf (bei Kieritzsch)

### Orte, die 1815 zum Amt Borna kamen
vom Erbamt Grimma
- Beucha (Exklave)
- Flößberg (Exklave)
- Trebishain (Grimmaer Anteil, Exklave)

vom Amt Zeitz
- Blumroda (Exklave, Amt Breitingen)
- Breitingen (Exklave, Amt Breitingen)
- Stadt Regis (Exklave, Amt Breitingen)
- Hagenest (Exklave)
- Nehmitz (Exklave)
- Wildenhain (Exklave)